# Isla Sorna
Isla Sorna eller Site B er den anden ø i bøgerne og filmene om Jurassic Park.
Øen var med i The Lost World og Jurassic Park 3. Det var derfra, man hentede dinosaurer og flyttede dem over til Isla Nublar, men efter ulykken dér blev arbejdet på øen lukket.
På Isla Sorna gik dinosaurerne frit, men kødæderne var dog isoleret midt inde på øen.
| Fiktion | Spire Denne artikel om en historie eller noget fiktivt er en spire som bør udbygges. Du er velkommen til at hjælpe Wikipedia ved at udvide den. |